# رویه جبری
در ریاضیات و به ویژه در هندسه جبری، یک رویه جبری، یک چندگونای جبری از بعد ۲ می‌باشد.

## رده بندی رویه‌ها
منظور از رده‌بندی رویه ها، تعیین همه کلاسهای هم ارزی دوسوگویای آن‌ها است. همانطور که رده‌بندی خمها به وسیلهٔ جنس آن‌ها انجام می‌گیرد، رده‌بندی رویه‌ها را بُعد کودایرای آن‌ها {\displaystyle \kappa } به دست می‌دهد چون جنس برای رویه‌ها معیاری کافی برای رده‌بندی نیست. رده‌بندی رویه‌های فشرده مختلط را فدریگو انریکوئس و کونیهیکو کودایرا کامل کرده‌اند. بُعد کودایرای یک رویه می‌تواند از
{\displaystyle -\infty } تا ۲ تغییر کند و در هر مورد، رده بندی انریکوئس-کودایرا، با بهره‌گیری از بعد کودایرا و ناورداهای دیگر رویه همچون بی نظمی تعداد مشخصی از کلاسهای دوسوگویای رویه‌ها را متمایز می‌کند. نمونه‌هایی از رویه‌های جبری عبارتند از:
- {\displaystyle \kappa =-\infty }: صفحه تصویری، رویه ورونزه، رویه دلپتزو، رویه‌های خطکشی شده، رویه‌های سه گانی
- {\displaystyle \kappa =0}: رویه‌های K3، رویه‌های آبلی، رویه‌های انریکوئس، رویه‌های ابربیضوی
- {\displaystyle \kappa =1}: رویه‌های بیضوی
- {\displaystyle \kappa =2}: رویه‌های از گونه عمومی